# Prosektur
Eine Prosektur (von lat.  pro „vor“ und secare „schneiden“) ist der Teil eines Krankenhauses oder eines anatomischen, pathologischen oder rechtsmedizinischen Institutes, in dem Sektionen vorgenommen werden. Die Bezeichnung wird selten gebraucht. Meist spricht man heute von der Pathologie oder vom Sektionssaal oder Sektionsraum. Der Satz „Wilhelm Lubosch erhielt 1912 die Prosektur in Würzburg“ bedeutet, dass L. 1912 der erste Assistent eines Professors und Klinik- oder Institutsleiters an der Medizinischen Fakultät der Universität Würzburg wurde.